# Casa de Gobierno (San Cristóbal y Nieves)
La Casa de gobierno, también conocida como Casa Springfield, es la residencia oficial del Gobernador-General de San Cristóbal y Nieves, actualmente Sir Tapley Seaton.

## Historia
En 1837, Sir Henry Blake vendió el lote de veinticinco acres a Thomas Harper, quien lo rebautizó como Springfield y construyó una casa ahí. Debido a que Harper cayó en bancarrota, la propiedad pasó a manos de Robert Sharry Harper, gracias a su matrimonio con Mary Sharry Harper (de soltera Amory). Cuándo el Archiducado de San Cristóbal fue creado como consecuencia del establecimiento de la Diócesis de Antigua en 1842, fue necesario que el rector de San Jorge fuera reacomodado en una propiedad con mayor estilo y apropiada para su nueva posición. Manteniendo esta ambición, Francis Robert Brathwaite, el primer archiduque, compró el lote de Springfield de los Harper en septiembre de 1848. En 1855, la Casa de Springfield fue traspasada, entre otras bienes, al dominio público para poder ser utilizados por el Gobernador General y la Asamblea. Después de varias reparaciones, fue nombrada como residencia para el entonces Rector Venerable Jermyn, archiduque, en 1856. La propiedad sirvió como la residencia de Rectores sucesivos hasta su destitución en 1874.
En 1946, después de intensas reparaciones, Sir Frederick Albert Phillip, el entonces Gobernador General, se mudó a la casa Springfield. Hoy en día, a la casa Springfield se le conoce generalmente como Casa de Gobierno de San Cristóbal y Nieves y es la residencia oficial del Gobernador General de la federación. 